# HMS Niobe (1897)

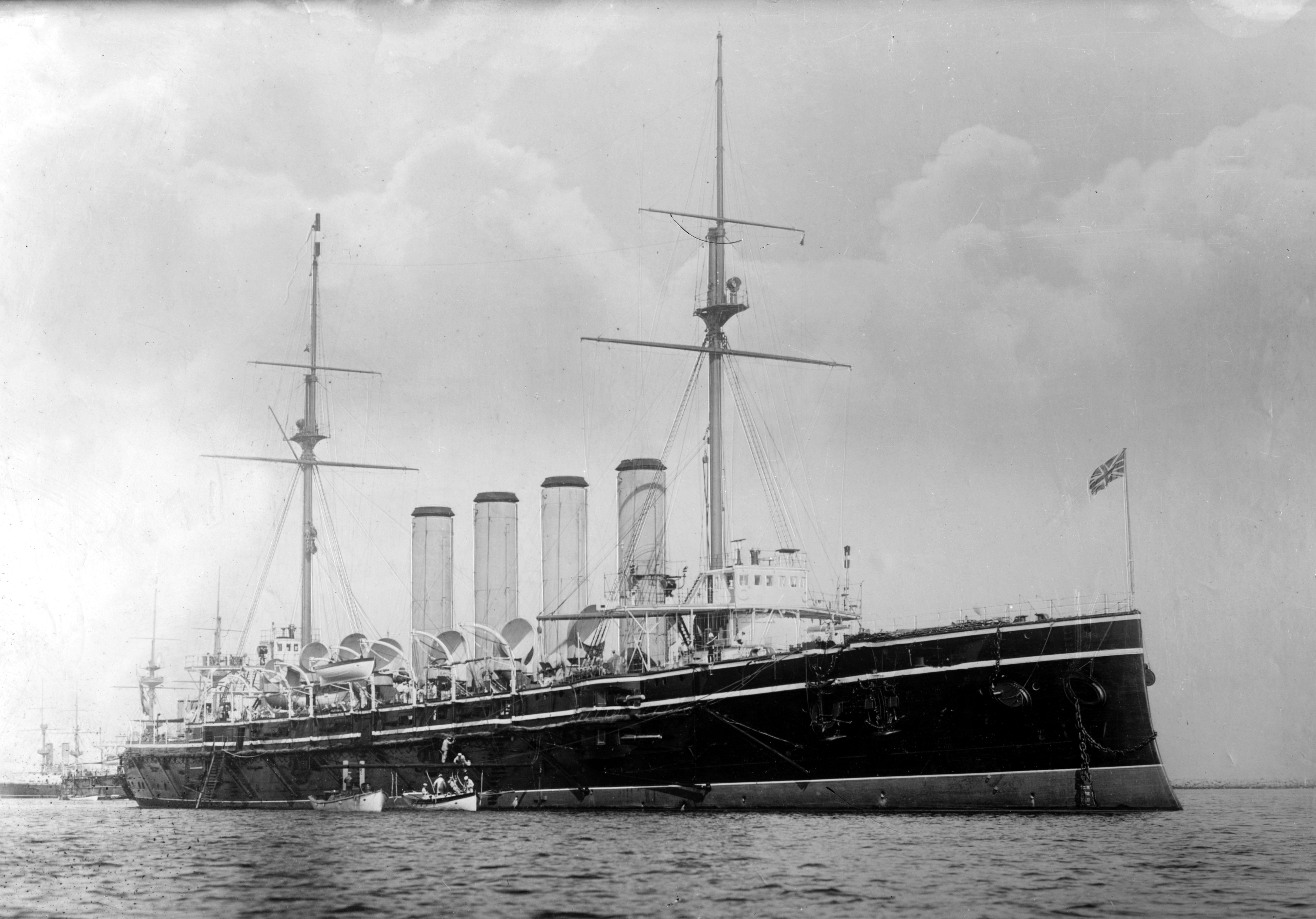
Крейсер "Ніобе" у складі військово-морської служби Канади, фото зроблене між 1910-1915 роками.

HMS Niobe був представником  бронепалубних крейсерів типу «Даядем» Королівського флоту. Корабель був переданий Канаді і став другим у складі новоствореної Військово-морської служби Канади як  HMCS Niobe.

## Кар'єра
Крейсер входив до складу Ескадри Каналу на початку Бурської війни (1899–1900), і був направлений до Гібралтару аби супроводжувати транспорти з військами, що перевозили підкріплення до Капської провінції. 4 грудня 1899 року, Niobe та HMS Doris врятували солдатів з SS Ismore, який зазнав катастрофи. Niobe і надалі використовувався для супроводження морських перевезень військ до Кейптауну. Члени його екіпажу були нагороджені Королівською медаллю Південної Африки.

### Королівський Канадський флот
Після серії переговорів між Канадою і Адміралтейством про склад новоствореного канадського флоту, канадці поступилися своїм прагненням отримати есмінці, яких бракувало,  на користь "Ніобе", який повинен був стати ядро флоту східного узбережжя. Придбання було організовано у січні 1910 року.  А для того, щоб отримати кошти на Ніобе, 215 000 фунтів стерлінгів, канадці відмовились від ідеї придбати лідера есмінців. Niobe і HMS Rainbow були надані домініону Канади як основа нового канадського флоту.

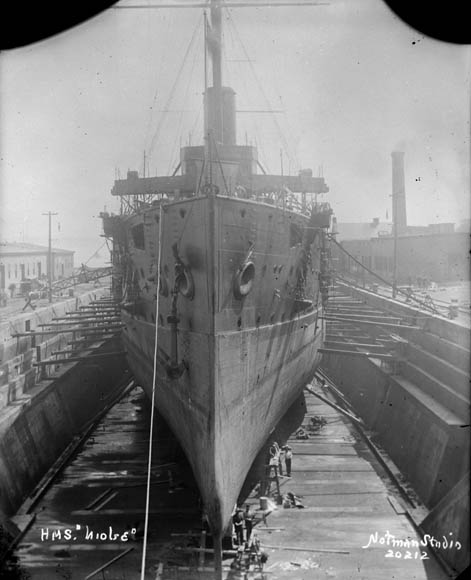
Ніобе у сухому доці в Галіфаксі

Після відновлення операційної спроможності 1914,  "Ніобе" було відправлено спільно з броненосним крейсером  "Ланкастер" патрулювати затоку Святого Лаврентія. Після цього з 11-13 вересня 1914 року крейсер супроводжував Королівський канадський полк, який перевозив  транспорт  "Канада" на Бермудські острови, де канадські солдати брали на себе обов'язки гарнізону. На зворотному шляху крейсер мав проблеми з роботою механізмів і потребував тижня для ремонту. Ці проблеми перешкодили кораблю взяти участь  у супроводі великого конвою, який перевозив канадських солдатів у жовтні.
6 жовтня 1914 року Ніобе приєдналася до 4-ї ескадри Королівського флоту у Північній Америці та Вест-Індії. Крейсер займався перехопленням німецьких кораблів уздовж американського узбережжя до липня 1915 року. У цей період вона переслідувала німецького рейдера "Принц Ейтель Фрідріх" у Ньюпорт-Ньюс, штат Вірджинія. Капітан рейдера вимушений був погодитись на інтернування корабля американцями аби уникнути бою з "Ніобе". Активне патрулювання призвело до швидкого зношення механізмів  "Ніобе".  Останній вихід крейсера на  патрулювання був 4–17 липня 1915 року, після чого крейсер повернувся до Галіфаксу. Було виявлено, що стан труби швидко погіршувалися, котли крейсера були зношені, а його перегородки були в поганому стані. Через це "Ніобе" 6 вересня 1915 року вивели зі служби і почали використовувати як плавсклад  у Галіфаксі.

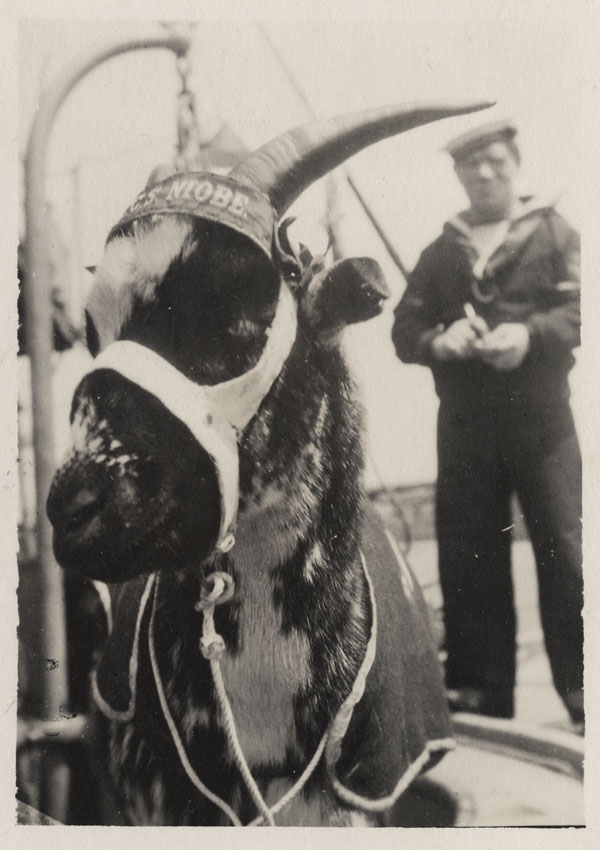
Талісман HMCS Niobe

## Спадщина
В якості першого великого корабля в Королівських ВМС Канади, назва "Ніобе" має велике символічне значення в канадському флоті, використовуються серед іншого в якості назви серії наукових робіт. Моделі та колекції артефактів з "Ніобе" можна знайти в кількох канадських музеях, включаючи Морський музей Атлантики і Морський музей Галіфаксу в Галіфаксі. Останній присвячує кімнату "Ніобе", яка включає в себе оригінальний дзвін корабля. Існує також Королівський канадський морський кадетський корпус, розташований в Бріджуотер, Нова Шотландія, який називається RCSCC 62 NIOBE.
14 жовтня 2014 року на верфях HMC в Галіфаксі був розкопаний якір, який, як вважають, належав "Ніобе". Особливості якорю і місце, де він був виявлений,  дозволяє відносити його до "Ніобе". Вважається, що якір є одним з трьох, які використовувалися для того, щоб закріпити корабель у новому положенні після вибуху в Галіфаксі.
З 17 жовтня 2014 року Канада оголосила про те, що 21 жовтня буде відзначатися щорічно як «День Ніобе» на честь прибуття корабля в Галіфаксі в 1910 році.